# After (film 2019)
After è un film del 2019 diretto da Jenny Gage.
È una pellicola sentimentale, basata sull'omonimo romanzo del 2014 scritto da Anna Todd. Il film vede come protagonisti Josephine Langford nel ruolo di Tessa Young, una riservata studentessa universitaria che inizia una relazione turbolenta con il misterioso e complicato Hardin Scott, interpretato da Hero Fiennes Tiffin.
Il film è stato distribuito negli Stati Uniti il 12 aprile 2019 da Aviron Pictures. Ha incassato $69,5 milioni in tutto il mondo contro un budget di $14 milioni, tuttavia ricevendo molte recensioni negative dalla critica. È stato annunciato un sequel per il 2020.

## Trama
Tessa Young è una giovane studentessa di diciannove anni pronta a intraprendere una nuova avventura iniziando l'Università che ha sempre sognato: la Washington Central University. Farà amicizia con la sua compagna di stanza, Steph, e con Landon Gibson, un ragazzo che frequenta il suo stesso corso. Tutto però cambierà non appena la ragazza si imbatte in un ragazzo: Hardin Scott, amico di Steph, la quale cercherà di rendere partecipe la sua nuova compagna di stanza invitandola a venire ad una festa con le sue amiche, ma Tessa rifiuta. Il giorno dopo vede Hardin in un bar insieme ai suoi amici: Molly Samuels e Zed Evans. I loro sguardi si incrociano con passione. Poco dopo Tessa incontra di nuovo Steph in biblioteca e, dopo tante insistenze da parte della ragazza, decide di partecipare alla festa che Steph le propose, in una confraternita. Li incontra gli amici di Steph: Zed, Molly, Jace e, ovviamente, Hardin.
In una partita a Truth or Dare (obbligo o verità), Molly domanda a Tessa il posto più strano dove abbia mai fatto sesso e la ragazza, imbarazzata, non risponde così le chiedono se fosse ancora vergine e lei nuovamente non risponde; quindi un ragazzo le chiede di dare un bacio ad Hardin, ma la ragazza per nulla a suo agio rifiuta e se ne va ("non voglio più giocare" afferma). Frustrata, chiama Noah avendo una discussione con il suo ragazzo, dopo di che torna alla festa e si aggira per la confraternita. Vagando per la casa entra nella camera di Hardin, qui Tessa trova una copia di Wuthering Heights e si imbatte in Hardin, che tenta di baciarla, la ragazza attratta ormai da lui vorrebbe ricambiare, ma all'ultimo rifiuta. 
Nella classe di letteratura, Tessa siede accanto a Landon e inizia un dibattito con Hardin su Orgoglio e pregiudizio. Tessa è frustrata dalle intimidazioni del ragazzo ma Hardin per farsi perdonare la invita ad andare con lui in un lago. Qui si fanno il bagno e si scambiano finalmente un bacio appassionato.Tuttavia il giorno dopo Hardin cambia nuovamente comportamento, dicendo alla ragazza di voler restare solo. Tessa e Noah si recano dal gruppo degli amici di Hardin e durante una partita di Suck and Blow, Jace fallisce di proposito per baciare Tessa, provocando uno scontro tra lui e Hardin. 
Mentre Noah dorme nel suo dormitorio, Tessa riceve una telefonata da Landon dicendole che Hardin sta distruggendo la casa. La ragazza accorre subito per calmare il ragazzo che ubriaco le confessa che suo padre si sposerà con la sua compagna, Karen, madre di Landon. Tessa conforta Hardin e la sera stessa si riconciliano. Il giorno successivo, Tessa torna nel suo dormitorio per andare da Noah, che scopre della sua relazione con Hardin, lasciando così Tessa. Tessa e Hardin cominciano felici la loro relazione, ma vengono scoperti dalla madre di Tessa, che contrariata, intima alla ragazza di lasciarlo perché non è un "ragazzo raccomandabile".
Hardin propone a Tessa di andare a vivere con lui e lei entusiasta accetta. Tessa decide di accompagnare Hardin al ricevimento di nozze di suo padre e della madre di Landon. Il ragazzo però non sembra contento dell'evento e rivela a Tessa che suo padre non era mai presente e aveva problemi di alcolismo. Ma il fatto più grave che il ragazzo le rivela è quando una sera, per dei debiti del padre, i suoi "amici" fecero irruzione in casa loro, dove trovarono solo il piccolo Hardin e la madre. Questi, pretendendo dalla madre i soldi che il padre doveva dare loro, per vendicarsi abusarono della madre. Hardin assistette traumatizzato alla scena. Tessa lo conforta rassicurandolo e i due giovani finiscono per passare la loro prima notte d'amore all'appartamento.
Ma le cose non sembrano andare bene perché Tessa scopre che Hardin continua a parlare con Molly e furtivamente vede un messaggio nello schermo del telefono di Hardin ricevuto da Molly. Lei cerca di affrontarlo, ma lui la allontana e se ne va. Tessa lascia l'appartamento e va a cercare Hardin trovandolo con Molly, Zed, Steph e Jace. Molly rivela le intenzioni originali di Hardin nel perseguire Tessa, mostrandole un video che ha registrato dopo che Tessa si era rifiutata di baciare Hardin durante il gioco di obbligo o verità. Tessa scopre che Hardin ha inscenato il suo interessamento come una sfida per farla innamorare di lui e rompere subito dopo. Tessa, scioccata e con il cuore spezzato, scappa da Hardin. Lui la segue e cerca di spiegare che era prima che la conoscesse e che il ragazzo si è innamorato veramente. Tessa non riesce a credere ad Hardin e torna a casa per provare a riconciliarsi con sua madre e Noah, che la perdonano.
Nelle settimane seguenti, Tessa cerca di interrompere i rapporti con Steph e il suo gruppo di amici e si trasferisce in un altro dormitorio. Si concentra sui suoi studi, resta in contatto con sua madre e il suo fidanzato Noah. Un pomeriggio dopo la lezione di letteratura, la professoressa Soto dà a Tessa il lavoro svolto da Hardin credendo che il suo saggio riguardasse lei. Mentre la ragazza lo legge, torna al lago dove lei e Hardin si sono baciati per la prima volta. Quando Hardin arriva e si siede vicino a lei, egli termina la sua lettera dicendo "Una volta mi hai chiesto chi amavo di più al mondo. Sei tu".

## Produzione
Nel 2013, la scrittrice Anna Todd ha pubblicato i primi capitoli di una fan fiction intitolata After su Wattpad. La sua storia originale era basata su Harry Styles e Zayn Malik della band One Direction, interpretati come studenti alla Washington State University. La storia segue Tessa Young, una "brava ragazza innocente" che viene coinvolta in una relazione amorosa con il "ragazzaccio" Hardin Scott.
Nel giro di un mese, Anna Todd e il suo primo romanzo nella serie di quattro libri, After, avevano 544 milioni di lettori su Wattpad. Anna Todd ha poi ottenuto un accordo editoriale con Simon & Schuster e la serie di romanzi After è stata pubblicata nel 2014. Nella versione pubblicata, il nome del personaggio maschile principale è stato cambiato da Harry Styles a Hardin Scott. I libri hanno attirato l'attenzione dei media e sono diventati un bestseller del New York Times.
Nel 2014, la Paramount Pictures ha acquisito i diritti per adattare After ai cinema. Susan McMartin, che fino a quel momento era sceneggiatore di After, lasciò il progetto a metà del 2017 e i diritti di Paramount Pictures furono interrotti. CalMaple Media e Offspring Entertainment hanno quindi acquisito i diritti per il film After e Tamara Chestna è stata assunta per aggiornare la sceneggiatura di McMartin. Il regista Jenny Gage è stato anche responsabile delle revisioni finali della sceneggiatura.
Mark Canton e Courtney Solomon di CalMaple Media, Jennifer Gibgot di Offspring Entertainment, l'autore Anna Todd, Aron Levitz di Wattpad, Meadow Williams di Diamond Film Productions e Dennis Pelino sono produttori del film. CalMaple, Voltage Pictures e Diamond Film Productions hanno finanziato il film. Swen Temmel, Nicolas Charier, Jonathan Deckter, David Dinerstein, Jason Resnick, Scott Karol, Ian Brereton, Eric Lehrman, Adam Shankman, Brian Pitt e Vassal Benford sono produttori esecutivi. Aviron Pictures distribuirà il film a livello nazionale, con Voltage Pictures che gestirà la distribuzione estera. Il 28 novembre 2017, Anna Todd ha annunciato che Jenny Gage sarebbe stata la regista del film.

### Casting
L'8 maggio 2018 Julia Goldani Telles e Hero Fiennes Tiffin sono stati scelti per il ruolo principale di Tessa Young e Hardin Scott. Gli attori sono stati scelti dai membri della produzione insieme a Anna Todd stessa, che era presente ai casting, ma non ha preso le decisioni sul casting esclusivamente da sola. Nel luglio 2018 Telles ha annunciato la sua uscita dal film a causa di conflitti di programmazione. Nello stesso mese Josephine Langford è stata scelta per il ruolo di Tessa Young. Successivamente è stato rivelato che una volta che Todd ha visto Langford, "ha capito subito che era Tessa". Pia Mia interpreta Tristan, un personaggio precedentemente maschio nei libri.
Il produttore esecutivo Swen Temmel è stato scelto per il ruolo di Jace. Shane Paul McGhie e Khadijha Red Thunder sono stati scelti rispettivamente come Landon Gibson e Steph Jones; Samuel Larsen interpreta Zed Evans e Inanna Sarkis interpreta Molly Samuels. Inoltre, Meadow Williams è stata scelta come Professor Soto, un altro personaggio precedentemente maschile nei libri. Il 27 luglio, Peter Gallagher e Jennifer Beals furono scelti come Ken Scott e Karen Gibson, padre di Hardin e madre di Landon. Il 30 luglio, Selma Blair e Dylan Arnold sono stati scelti per il ruolo di Carol Young, la madre di Tessa e Noah Porter, il fidanzato del liceo di Tessa.

### Riprese
Le riprese avrebbero dovuto iniziare a giugno 2018 a Boston, nel Massachusetts. All'inizio di luglio, il produttore Jennifer Gibgot ha confermato che le riprese sarebbero iniziate il 16 luglio 2018 ad Atlanta, in Georgia, poco dopo aver scelto Langford come Tessa. La maggior parte delle scene sono state girate alla Emory University. Le riprese sono terminate il 24 agosto 2018.

## Distribuzione
Il film è stato distribuito a partire dal 12 aprile 2019 negli Stati Uniti da Aviron Pictures, mentre in Italia viene distribuito da 01 Distribution dall'11 aprile 2019. Il trailer è stato pubblicato il 14 febbraio 2019.

## Accoglienza

### Incassi
Il film ha incassato $12,1 milioni negli Stati Uniti e in Canada e $55,1 milioni in altri territori, per un totale mondiale di $67,2 milioni, contro un budget di produzione di $14 milioni.
Negli Stati Uniti e in Canada, il film è stato distribuito a fianco di Hellboy, Little e Missing Link e avrebbe dovuto incassare da 3 a 12 milioni di dollari da 2.138 teatri nel suo weekend di apertura. Il film ha guadagnato $2,9 milioni il primo giorno, inclusi $ 550.000 dalle anteprime di giovedì sera. Ha debuttato a $6,0 milioni, finendo ottavo al botteghino. Nel suo secondo fine settimana il film è sceso del 58% a $2,5 milioni, finendo 11º.

### Critica
Su Rotten Tomatoes, il film detiene una valutazione di approvazione del 18% sulla base di 33 recensioni, con una valutazione media di 3,62/10. Su Metacritic, il film ha un punteggio medio ponderato di 30 su 100, basato su 8 critici, indicando "recensioni generalmente sfavorevoli". Il pubblico intervistato da CinemaScore ha assegnato al film un punteggio medio di "B" su una scala da A+ a F.

## Riconoscimenti
Il film ha vinto un Teen Choice Awards nella categoria "Choice Drama Movie".

## Sequel
Nel maggio 2019, è stato annunciato che era in programma un sequel, con Langford e Fiennes Tiffin entrambi tornano ai loro ruoli, a causa delle riprese che iniziano il 12 agosto dello stesso anno. Il 4 agosto, fu annunciato che Roger Kumble avrebbe diretto il sequel. Il 5 agosto, è stato annunciato che Dylan Sprouse è stato scelto per il ruolo di Trevor. Il 14 agosto, Jon Jackson Hunter fu annunciato per interpretare il giovane Hardin. Il 15 agosto, Charlie Weber, Rob Estes, Louise Lombard, Candice King, Karimah Westbrook e Max Ragone furono annunciati per interpretare rispettivamente Christian Vance, Ken Scott, Trish Daniels, Kimberly Vance, Karen Scott e Smith Vance.